# Jean Mounet-Sully
Mounet-Sully (28 de fevereiro de 1841 - 3 de março de 1916), um ator francês, nasceu em Bergerac. Seu nome de nascimento era Jean-Sully Mounet: "Mounet-Sully" (sem o "Jean") era um nome artístico.

## Vida
Ele entrou no Conservatório aos vinte e um anos, onde ganhou o primeiro prêmio por tragédia. Em 1868 estreou no Odéon sem chamar muita atenção. Sua carreira foi interrompida pela Guerra Franco-Prussiana, e sua paixão pela carreira militar quase o convenceu a desistir dos palcos, até que lhe ofereceram a oportunidade de interpretar o papel de Oreste na Andromaque de Racine na Comédie Française em 1872. 
Sua presença e voz marcantes e o vigor apaixonado de sua atuação impressionaram imediatamente, o que resultou em sua eleição como sociétaire em 1874. Ele se tornou um dos pilares da Comédie Française, e se destacou em uma grande variedade de peças trágicas e românticas.

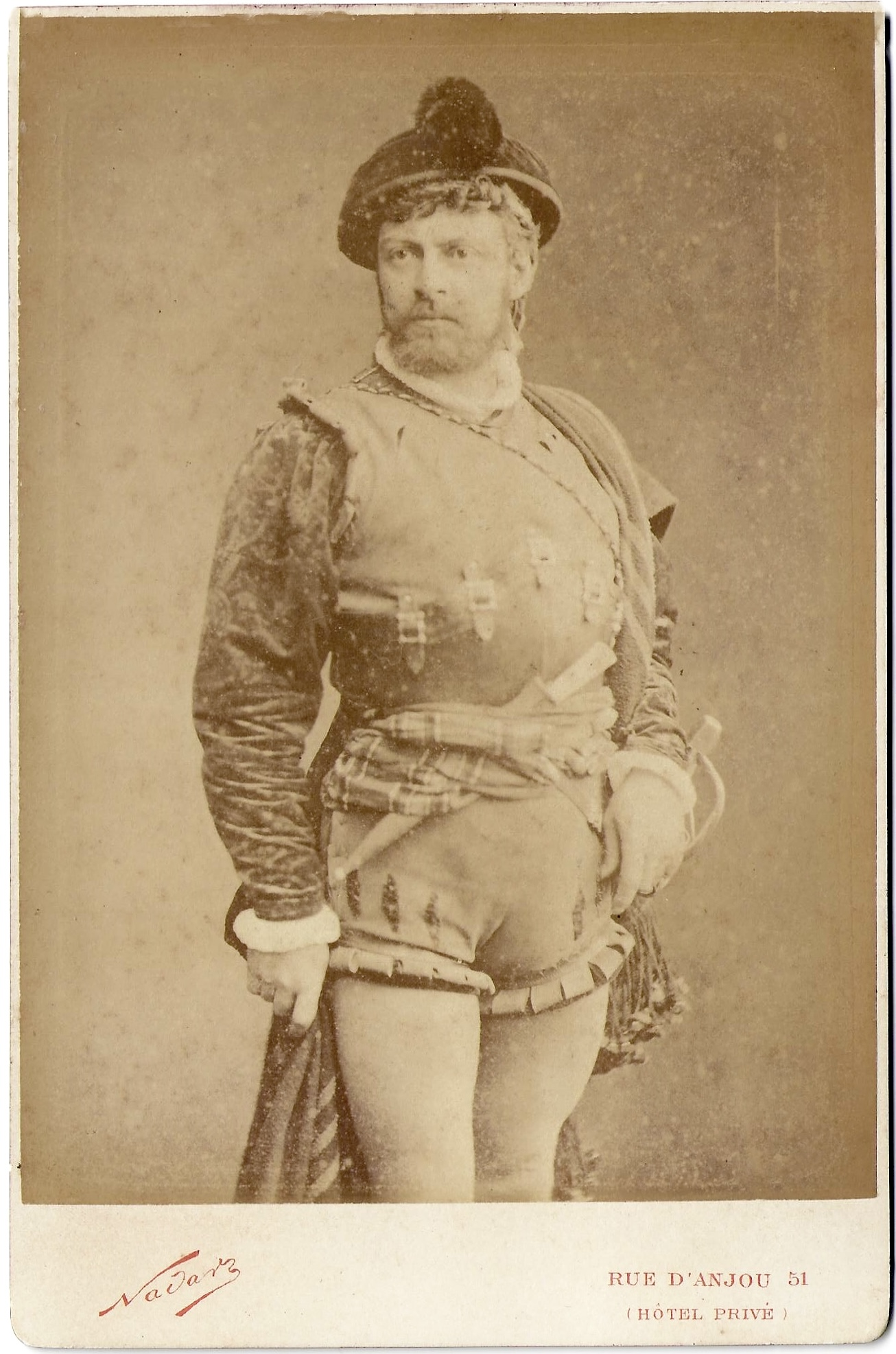
Jean Mounet-Sully (1893)(Coleção Gabriel Dorneles)

Talvez seu papel mais famoso tenha sido o de Édipo em L'Oedipe roi, uma versão francesa de Jules Lacroix do drama de Sófocles. Isso foi realizado pela primeira vez em Paris no Théâtre-Français em 1881 e mais tarde revivido no antigo anfiteatro romano em Orange em 1888. O estilista Paul Poiret comentou em sua autobiografia King of Fashion: "Eu sempre verei Mounet-Sully em Oedipus Rex, cegos, descendo os degraus do templo e dizendo com voz suave: 'Filhos do antigo Cadmo, jovens sucessores...' Outras partes proeminentes no repertório de Mounet-Sully foram Aquiles em Iphigenie et Aulide de Racine, Hippolyte em Phèdre, a parte titular de Hamlet, as partes do título em Hernani e Ruy Blas de Victor Hugo, Francis I em Le roi s'amuse e Didier em Marion Delorme.
Ele foi feito cavaleiro da Legião de Honra em 1889. Ele também escreveu uma peça, La Buveuse de l'armes, e em 1906, em colaboração com Pierre Barbier, La Vieillesse de Don Juan em verso.
Ele era irmão do ator Paul Mounet. Sua filha era a atriz Jeanne Sully. Ele era um bom amigo, co-intérprete e ex-amante da famosa atriz Sarah Bernhardt.